# Vuelo 558 de Aeroflot
El vuelo 558 de Aeroflot (en ruso: Рейс 558 Аэрофлота, romanizado: Reys 558 Aeroflota) era un vuelo de pasajeros nacional soviético programado de Karagandá a Moscú que se estrelló el 31 de agosto de 1972, antes de poder realizar un aterrizaje de emergencia en Magnitogorsk. Las 102 personas a bordo del vuelo murieron cuando el Ilyushin Il-18V que operaba la ruta se estrelló contra un campo en el distrito de Abzelilovsky.

## Aeronave
La aeronave involucrada en el accidente era un Ilyushin Il-18V registrado CCCP-74298 para la división de Aeroflot en Kazajistán. El Il-18V completó el ensamblaje final y fue entregado a Air Mali en 1962. En 1971, el avión fue transferido a Aeroflot. En el momento del accidente, el avión tenía 10.798 horas de vuelo y 4.249 ciclos de presurización

## Tripulación
Nueve miembros de la tripulación estaban a bordo del vuelo. La tripulación de la cabina estaba formada por:
- Capitán Vladimir Ishutin
- Copiloto Vyacheslav Tichotsky
- Navegante Alexander Dubolazov
- Ingeniero de vuelo Yevgeny Prokopov
- El operador de radio Nikolai Laptyaev
- El vuelo fue monitoreado por Anatoly Kuzovlev del Ministerio del Interior.

## Accidente
La tripulación del vuelo 558 inició los preparativos para el despegue a las 08:31 hora de Moscú. Menos de una hora y media más tarde, a las 09:57, el vuelo despegó del aeropuerto de Sary-Arka y comenzó a ascender a una altitud de 7200 metros. La tripulación estimó al controlador de tráfico aéreo que esperaban sobrevolar Magnitogorsk. A las 10:11, pero a 45 kilómetros de Magnitogorsk a las 10:08:20 la tripulación informó la presencia de humo en la cabina. Luego, el vuelo recibió permiso para descender a una altitud de 4.800 metros y luego se cambió al control de tráfico aéreo de Magnitogorsk. Luego, la tripulación de vuelo informó a Magnitogorsk que había un incendio en el segundo compartimiento de carga y solicitó instrucciones para un aterrizaje de emergencia. El vuelo recibió permiso para descender nuevamente a las 10:12:32, aproximadamente a 20-30 kilómetros del aeropuerto de Magnitogorsk y a una altitud de 2400 a 2700 metros comenzó un viraje para cambiar de rumbo.de 295° para alcanzar un rumbo inicial de 185° en la primera de una serie de maniobras. Después del primer giro, cuando el vuelo había alcanzado un rumbo de 90° y una altitud de 600 metros, el controlador les indicó que comenzaran a girar 135° y el vuelo procedió a girar. Cuando se ordenó al vuelo que se dirigiera a 185°, la tripulación confirmó haber escuchado las instrucciones pero no ejecutó la maniobra. A las 10:15:32 el controlador informó a la tripulación que el vuelo se estaba desviando del aeropuerto; la tripulación solo respondió diciendo «El humo en la cabina es muy malo». A las 10:15:50, el Il-18 se encontraba en una peligrosa proximidad al suelo; los pilotos respondieron tirando de los controles, poniendo los motores en modo de despegue y retrayendo el tren de aterrizaje simultáneamente, pero la sobrecarga repentina en la aeronave causada por las maniobras junto con los pasajeros que se movían hacia la parte delantera del avión para evitar el humo provocó una reducción inesperada del ascenso. A las 10:16:19, el vuelo transmitió por radio sólo la frase «Adiós», pero no respondió a las instrucciones del controlador para que entraran en un curso de aterrizaje. El Il-18 se estrelló contra un campo a 23 kilómetros del aeropuerto.

## Investigación
Los investigadores descubrieron que todos los pasajeros de la cabina murieron por inhalación de humo antes de que la aeronave se estrellara; sólo el capitán, el copiloto y el navegante murieron por el impacto del choque porque se encontraban en la cabina.
Se encontraron cuatro obuses intactos entre los restos del accidente. Los investigadores determinaron que la causa del incendio en el compartimiento de carga del Ilyushin Il-18 fue causado por explosivos colocados en el área del equipaje de los pasajeros que se prohibió colocar en la carga aérea; Luego, los materiales explosivos incendiaron el equipaje de los pasajeros altamente inflamable. No hubo casos previos de un incendio en el segundo compartimiento de equipaje del Il-18 causado por falla mecánica, pero hubo cuatro casos entre 1970 y 1972 de equipaje de pasajeros que se quemó espontáneamente. El informe final declaró: «La causa del accidente fue el rápido desarrollo del incendio que se había desarrollado en el segundo tronco, lo que provocó la pérdida total o parcial de la capacidad de trabajo de la tripulación; provocando la imposibilidad de seguir el vuelo visual y la observación de los instrumentos debido al humo en la cabina del piloto resultando en la imposibilidad de un vuelo exitoso».

## Consecuencias
Después del accidente, el diseño del Ilyushin Il-18 se modificó para permitir que las personas en la cabina ingresen al segundo compartimiento de equipaje si es necesario. No se construyó ningún monumento conmemorativo del accidente.